# Улица Земитана (Рига)
Улица Зе́митана (латыш. Zemitāna iela) — улица в Центральном районе города Риги, в Гризинькалнсе. Начинается от улицы Кришьяня Барона, пересекается с улицами Дарзауглю и Александра Чака, проходит под Земитанским мостом и заканчивается тупиком.
Общая длина улицы составляет 336 метров. На всём протяжении, кроме небольшого отрезка в тупике, имеет асфальтовое покрытие. Общественный транспорт по улице не курсирует.
На улице Земитана расположена железнодорожная станция Земитаны, которая и обусловила нынешнее название улицы.

## История
В историческом отношении улица Земитана является частью улицы Кроню, известной с 1880-х годов. В 1961 году часть улицы Кроню, относящаяся к Гризинькалнсу, была выделена в самостоятельную улицу Ошкална (латыш. Oškalna iela, в честь О. П. Ошкална); в 1993 году вновь воссоединена с улицей Кроню, а в 1996 году опять стала отдельной улицей с нынешним названием, которое более не изменялось.